# تل مهتابی
تل مهتابی، روستایی از توابع بخش مرکزی شهرستان نی‌ریز در استان فارس ایران است.نام دهیار این روستا مهندس عباس علیخانی است.

## جمعیت
این روستا در دهستان رستاق قرار دارد و بر اساس سرشماری مرکز آمار ایران در سال ۱۳۸۵، جمعیت آن ۱٬۰۳۹ نفر (۲۳۹ خانوار) بوده‌است.